# Лесной (Городищенский район)
Лесной — посёлок в Городищенском районе Пензенской области России. Входит в состав Архангельского сельсовета.

## География
Посёлок находится в восточной части Пензенской области, в лесостепной зоне, к западу от автотрассы М5, на расстоянии примерно 15 километров (по прямой) к юго-востоку от города Городище, административного центра района. Абсолютная высота — 185 метров над уровнем моря.
Климат
Климат характеризуется как континентальный, с холодной зимой и жарким летом. Среднегодовая температура — 3,1 °C. Средняя температура воздуха самого холодного месяца (января) составляет −12,9 °C; самого тёплого месяца (июля) — 19 °C. Годовое количество атмосферных осадков — 673 мм, из которых 415 мм выпадает в период с апреля по октябрь. Снежный покров держится в среднем 146 дней.

## Население
| 2010 |
| ---- |
| 80   |

Половой состав
По данным Всероссийской переписи населения 2010 года в гендерной структуре населения мужчины составляли 43,8 %, женщины — соответственно 56,4 %.
Национальный состав
Согласно результатам переписи 2002 года, в национальной структуре населения русские составляли 96 % из 119 чел.